# スティグ・ブロンクビスト
スティグ・ブロンクビスト（典: "Stig" Lennart Blomqvist、1946年7月29日-）はスウェーデン出身のラリードライバーであり、1984年世界ラリー選手権 (WRC) のドライバーズチャンピオンである。昔の日本のプレス表記では苗字表記が「ブロンキスト」「ブロンクヴィスト」など各国参考メディア上の発音の違いによる表記があるが、現プレスでの表記上では「スティグ・ブロンクビスト」と表記される。
息子は2010年に史上最年少でフォーミュラ・ルノー選手権を制したトム・ブロンクビスト。

## 主な経歴
ブロンクビストは18歳でドライビングライセンスを取得すると1964年のスウェーデンのカールスタッドの地元ローカルラリーで2位を収めた後、1971年はサーブ・96V4を駆り、その年のRACラリーで優勝を遂げる。その後はスウェディッシュとRAC、1000湖にタルボ時代まで地元ラリー中心に活動。WRC戦はサーブの意向もあり北欧中心のスポット参戦としている。ブロンクビストはトップレベルに到達するまでに、少々国内に長く留まりすぎたと、同じスウェーデン人で3歳年上のビョルン・ワルデガルドは後に指摘している。
1971 - 1973年をサーブ・96V4、1977年までサーブ・99EMSで参戦し、非力なマシンの中でも時折速さを見せ付け、それなりに調子がよい時は表彰台に絡んでいる。
1978年はランチア・ストラトス、サーブ・99 ターボと乗り継ぎ、1981年、タルボット・サンビームロータスで走った後、1982年はアウディ・クワトロで2勝を挙げるとタイトル争いに加わるようになり、1984年に5勝を挙げドライバーズタイトルを収めると1985年までヴァルター・ロール、ハンヌ・ミッコラ、ミッシェル・ムートン等とクアトロの熟成に貢献する。
また、当時から一部ドライバー間で主流であったドライビングテクニックである左足ブレーキの使い手で、アウディ時代にミッコラへ左足ブレーキでのコントロールを教える等当時のチーム勝利に大きく貢献している。稲垣秋介は初めて左足ブレーキを使用したドライバーと推定している。
1986年までタルボでのプジョーとの関係上プジョー・205ターボ16でもスポット的に起用、参戦する状態が続くのは他の開発要員として主眼を置かれていたドライバーも同じ状況であったが、フォードワークス入りを果たすと後年の1990年代までフォード・RS200、フォード・シエラ、日産パルサーGTI-R、シュコダ・フェリシア KITCARのワークスカーで速さこそないもののこれまでの経験を活かし、マシン熟成に献立する。また、BTCCにもフォード・シエラを走らせていた経緯があり、1989年には来日しインターTECに同郷のF1ドライバー、ステファン・ヨハンソンとのチームで参戦し5位を獲得。1996年RACラリーでは、50歳を迎えてなお総合3位に登る等現役ぶりを見せ付ける。
1997年 - 1998年にスウェーデン国内のツーリングカー選手権でフォード・モンデオを駆る。その後の2000年からもシュコダ・オクタビアの開発と並行し、スポットで三菱・ランサーエボリューションのグループN仕様をプライベートチームで走らせ2001年のグループNシリーズ成績5位を獲得。その後2003年 - 2006年までスバル・インプレッサで出走していた。

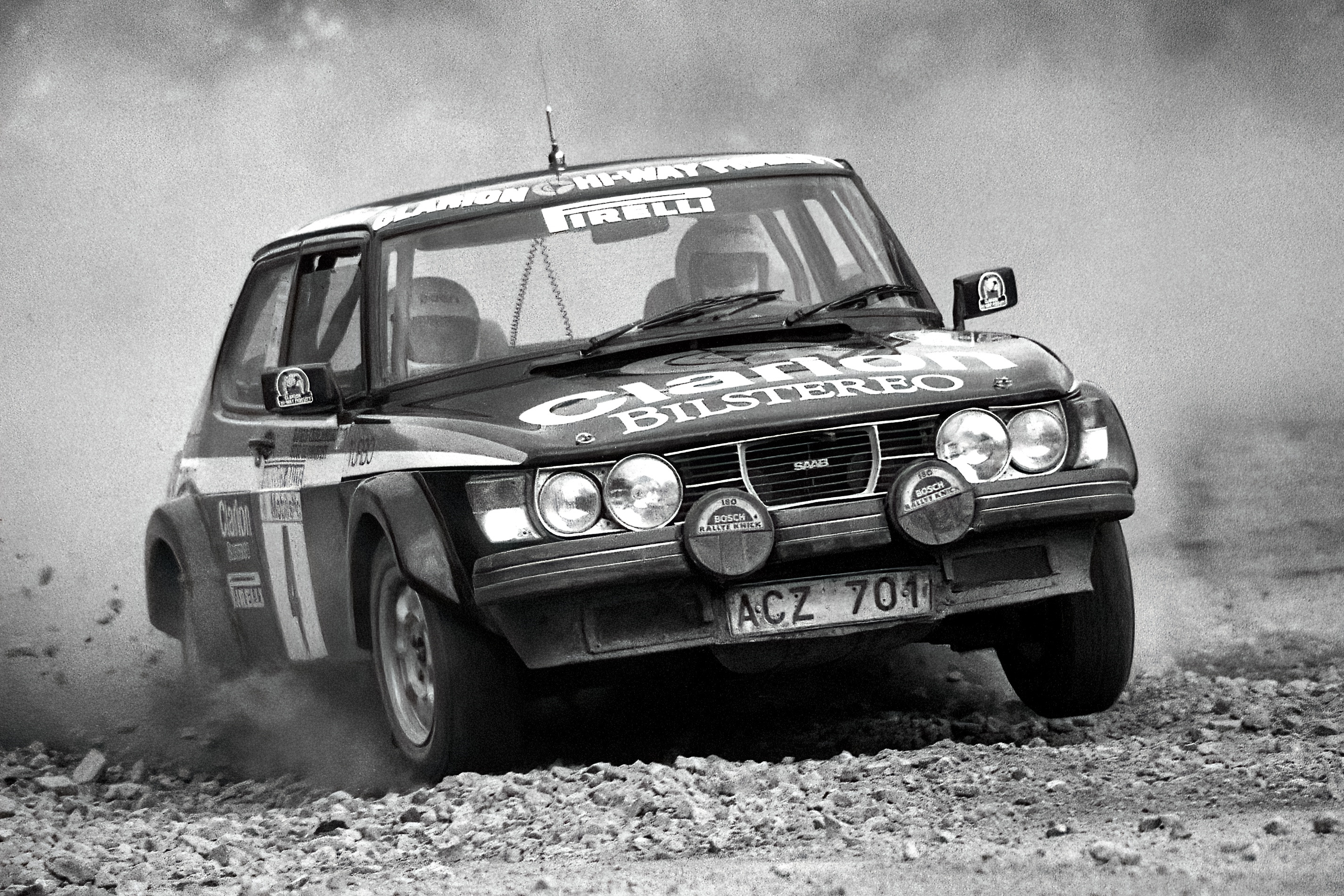
ブロンクビストが駆るサーブ・99 ターボ(1980年仕様)
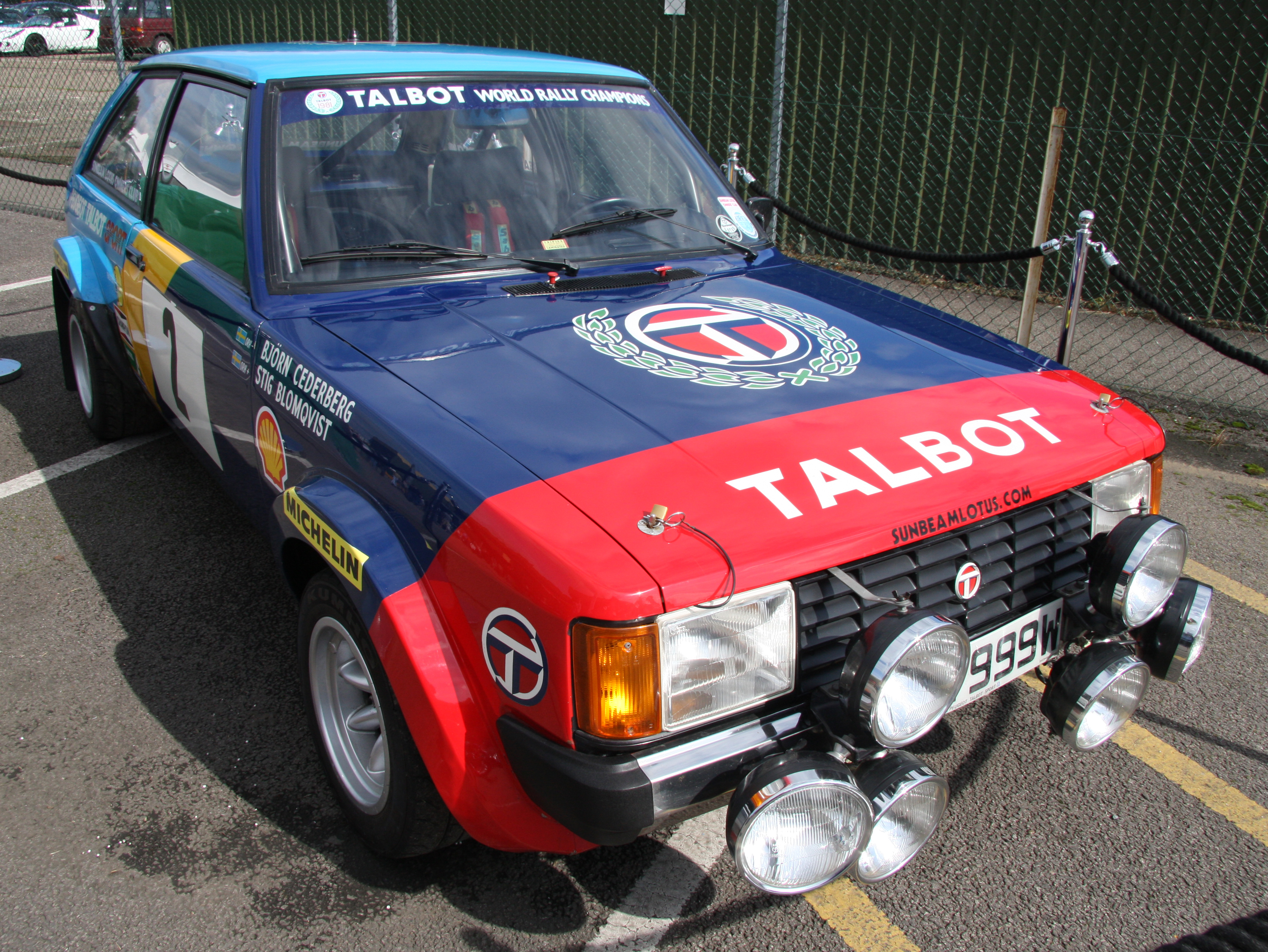
タルボ・サンビーム・ロータスのブロンクビスト仕様
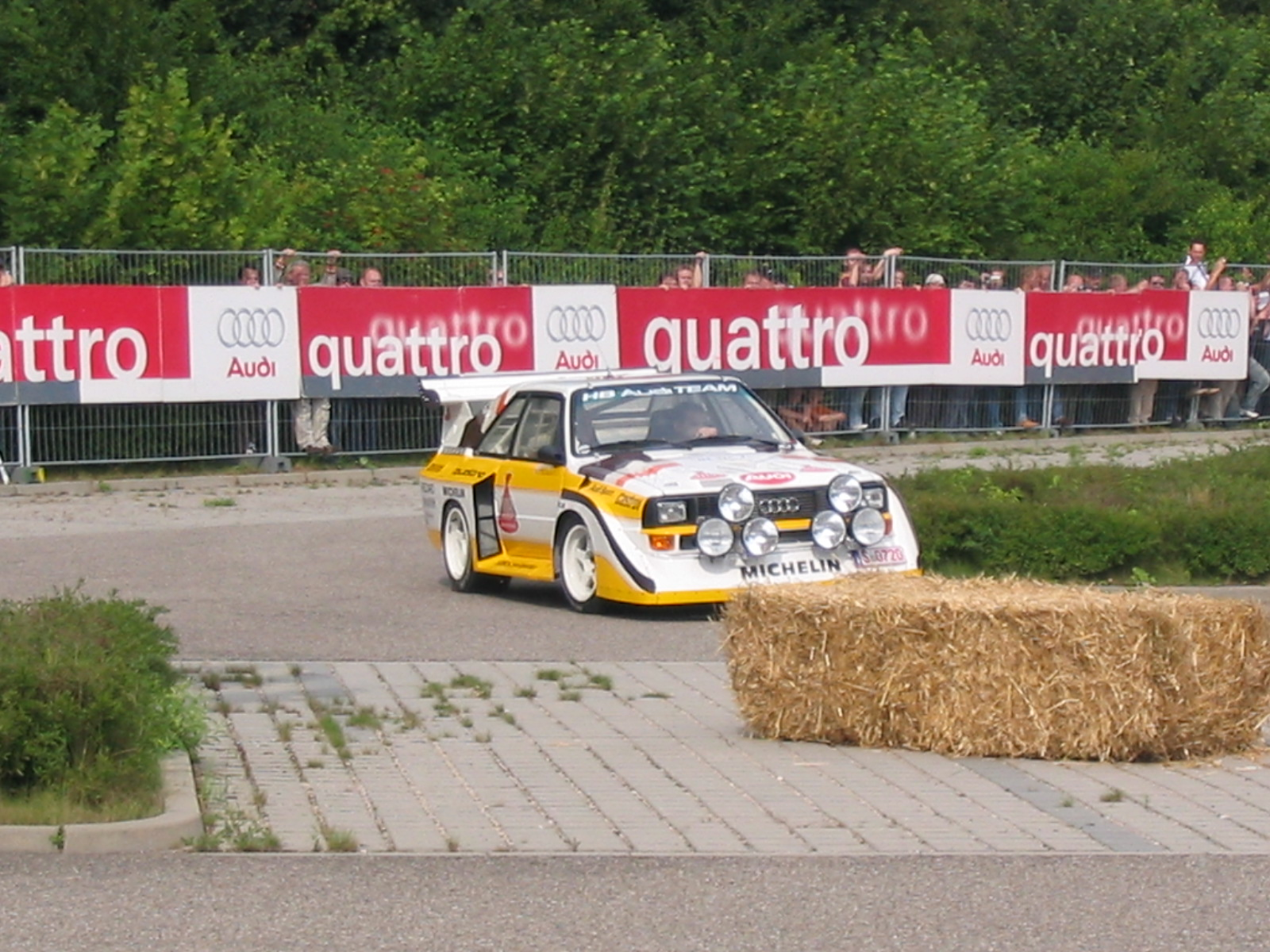
アウディ・スポーツクワトロ S1 Gr.Bのブロンクビスト仕様
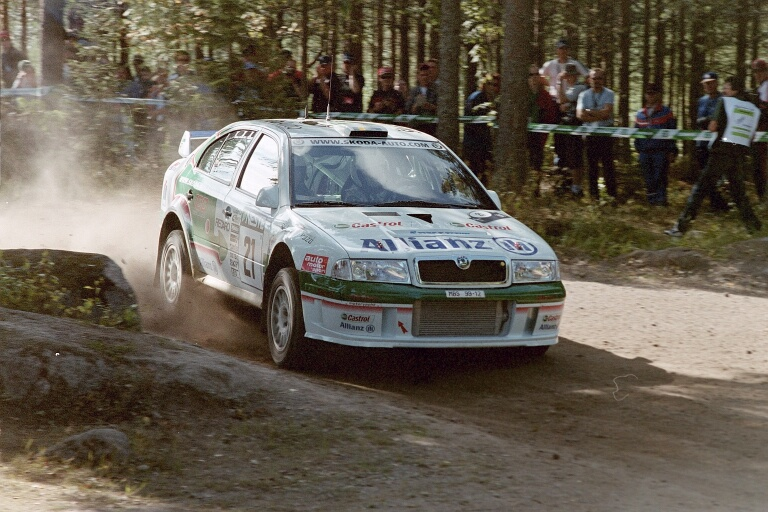
2001年WRCフィンランド・ラリーでシュコダ・オクタビアで疾走するブロンクビスト

## WRC引退後

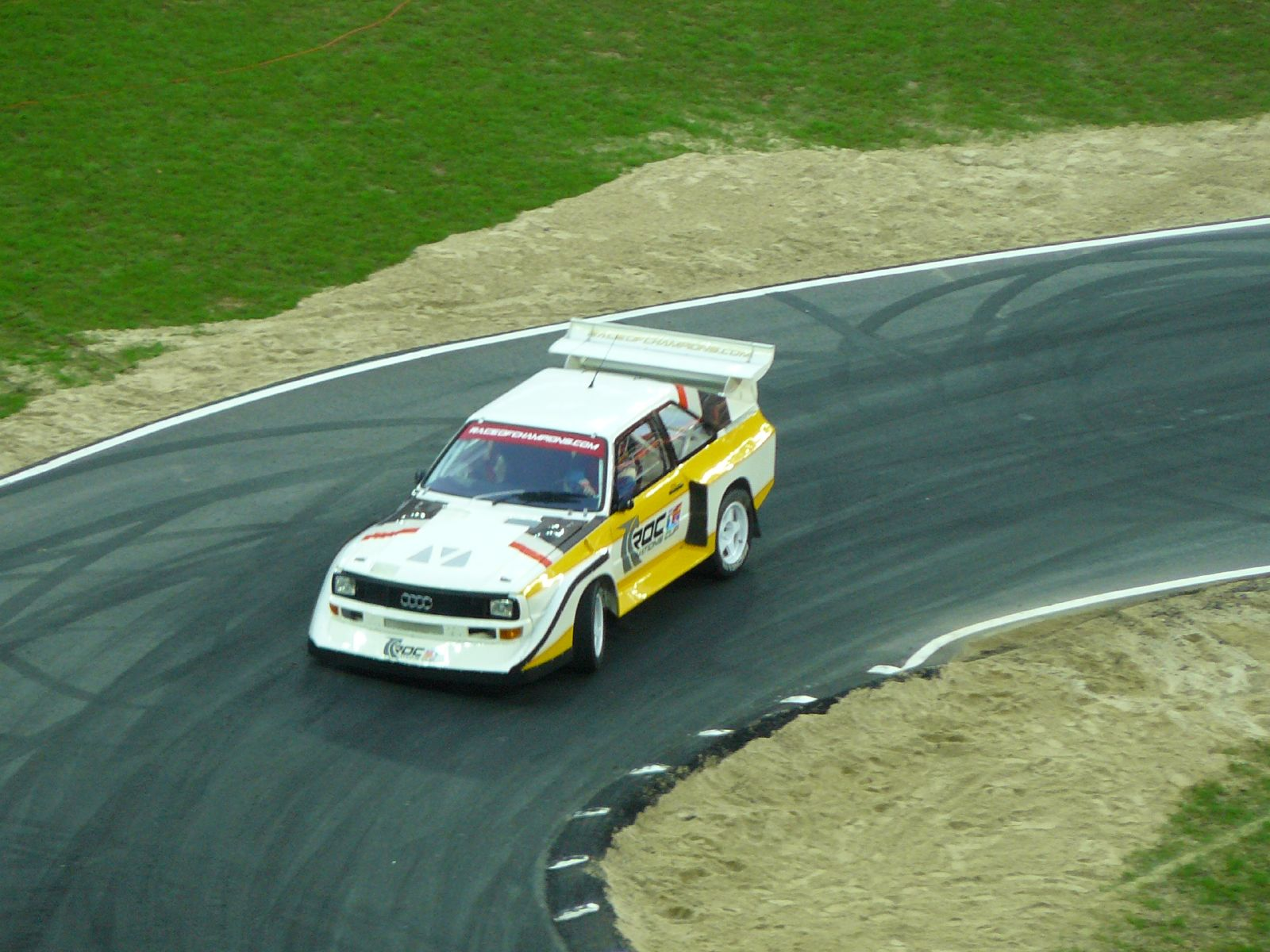
2007年レース・オブ・チャンピオンズでクワトロS1を駆るブロンクビスト

ミシェル・ムートンが主催するレース・オブ・チャンピオンズにも度々出場しており、1989年、1990年に優勝、近年でも地元ラリーイベントやアウディ関連のイベントで健在ぶりをアピールしている。
2002年英BBCトップ・ギアのテストトラックドライバーであるザ・スティグの正体の有力説としてネーミングから連想される為、噂されたが否定している。
2004年Mach 2 Racing Teamからパイクスピーク・インターナショナル・ヒルクライムのアンリミテッドクラスに参戦し、かつてドライブし急遽WRCで取止めとなったカテゴリであるグループSで駆る予定であったフォード・RS200Eでトップタイムを叩きだす。
2008年9月にスコットランドで行われたコリン・マクレー追悼ラリーである「コリン・マクレー・フォレスト・ステージ・ラリー」にはフォード・エスコート RS1600で参加している。
2010年3月のジュネーブ・ショウではアウディーブースのクワトロシステム30周年として、当時のスポーツクワトロ(A2)とともに登場。ステージイベントに華を添えた。
2012年、ビヨン・ワルデガルドと共にパトリック・サンデルのプロドライブへのシート獲得支援を行っている。

## ラリー選手権

### 国外選手権での成績
| 1971年 | 第20回RACラリー                | サーブ・96 V4 |
| 1971年 | 第22回スウェディッシュ・ラリー | サーブ・96 V4 |
| 1971年 | 第21回1000湖ラリー             | サーブ・96 V4 |
| 1972年 | 第23回スウェディッシュ・ラリー | サーブ・96 V4 |

### 世界ラリー選手権での優勝
| #  | イベント名                     | シーズン | コ・ドライバー     | 搭乗車                |
| -- | ------------------------------ | -------- | ------------------ | --------------------- |
| 1  | 第24回スウェディッシュ・ラリー | 1973     | アルヌー・ハーツ   | サーブ・96 V4         |
| 2  | 第27回スウェディッシュ・ラリー | 1977     | ハンス・シルバン   | サーブ・99 EMS        |
| 3  | 第29回スウェディッシュ・ラリー | 1979     | ビヨン・セダベルグ | サーブ・99 ターボ     |
| 4  | 第32回スウェディッシュ・ラリー | 1982     | ビヨン・セダベルグ | アウディ・クワトロ    |
| 5  | 第24回サンレモ・ラリー         | 1982     | ビヨン・セダベルグ | アウディ・クワトロ    |
| 6  | 第32回ランバードRACラリー      | 1983     | ビヨン・セダベルグ | アウディ・クワトロ A2 |
| 7  | 第34回スウェディッシュ・ラリー | 1984     | ビヨン・セダベルグ | アウディ・クワトロ A2 |
| 8  | 第31回アクロポリス・ラリー     | 1984     | ビヨン・セダベルグ | アウディ・クワトロ A2 |
| 9  | 第14回ラリー・ニュージーランド | 1984     | ビヨン・セダベルグ | アウディ・クワトロ A2 |
| 10 | 第4回アルゼンチン・ラリー      | 1984     | ビヨン・セダベルグ | アウディ・クワトロ A2 |
| 11 | 第16回ラリー・コートジボワール | 1984     | ビヨン・セダベルグ | アウディ・クワトロ A2 |

## ツーリングカー選手権

### 全日本ツーリングカー選手権
| 年     | 所属チーム      | コ.ドライバー                             | 使用車両         | クラス | 1   | 2   | 3   | 4   | 5   | 6     | 順位 | ポイント |
| ------ | --------------- | ----------------------------------------- | ---------------- | ------ | --- | --- | --- | --- | --- | ----- | ---- | -------- |
| 1989年 | LEVOC EVOLUTION | ステファン・ヨハンソン ロブ・グラヴェット | フォード・シエラ | JTC-1  | NIS | SEN | TSU | SUG | SUZ | FSW 5 |      |          |